# Jan Jórczak
Jan Jórczak pseud. Władek (ur. 20 maja 1905 w Zuzeli, zm. 26 sierpnia 1983 w Warszawie) – szewc, działacz komunistyczny i związkowy, przewodniczący Zarządu Głównego Związku Zawodowego Drogowców (1948–1950).

## Życiorys

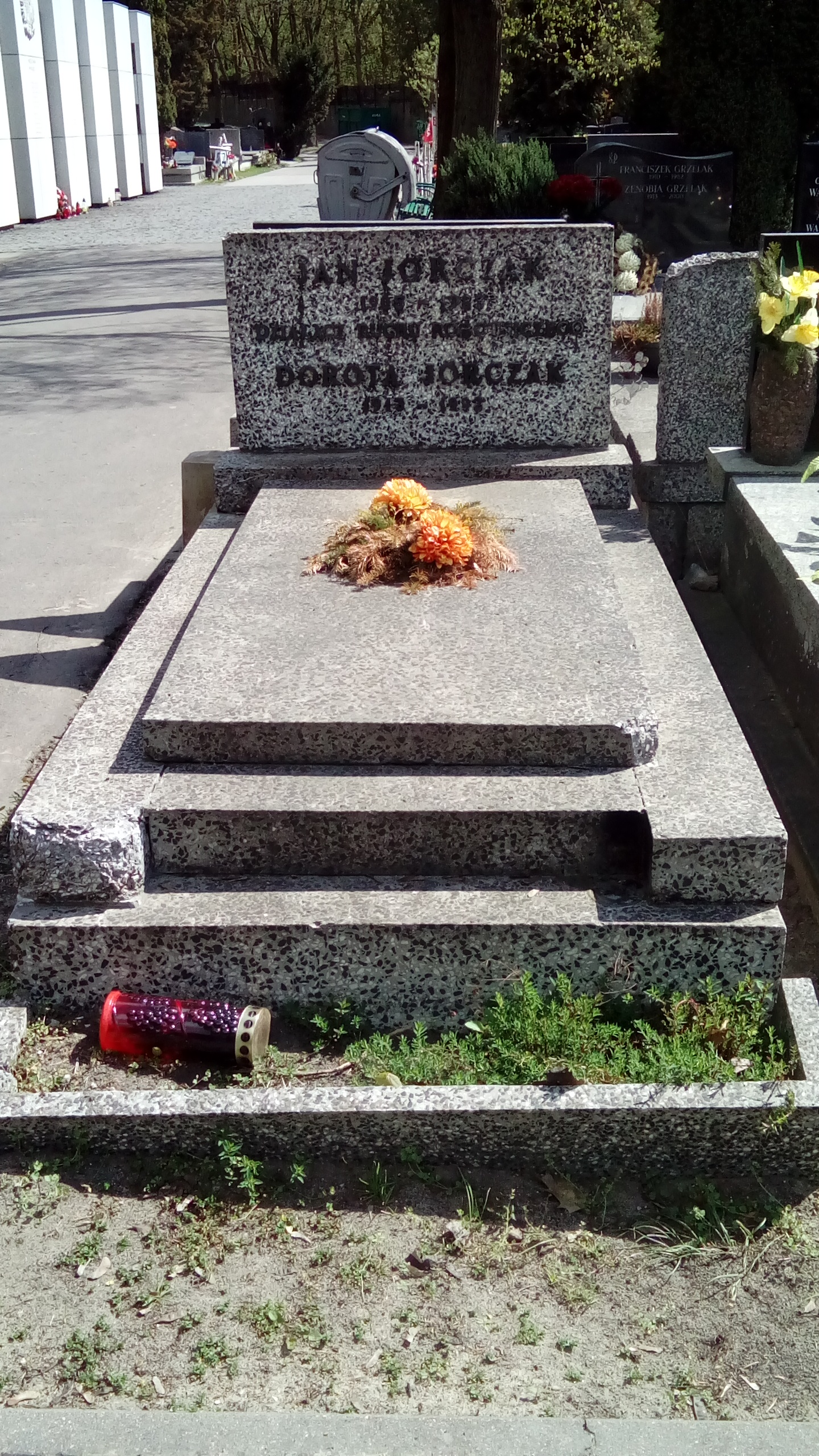
Grób Jana Jórczaka na Cmentarzu Wojskowym na Powązkach

Skończył 4 klasy szkoły podstawowej i od 1920 był szewcem w Warszawie. Od 1925 członek Związku Młodzieży Komunistycznej (ZMK) i zarządu sekcji młodzieżowej Związku Zawodowego Robotników Przemysłu Skórzanego i Pokrewnych. Organizował komórki ZMK w warsztatach i zakładach szewskich na Pradze, kolportował odezwy komunistyczne i brał udział w zwoływaniu masówek. W 1928 wybrany do Komitetu Dzielnicowego (KD) ZMK dzielnicy Praga na konferencji dzielnicowej ZMK. W 1928 na krótko aresztowany. W 1930 wstąpił do KPP, w 1932 wybrany delegatem związkowym fabryki obuwia. Od 1935 członek KD KPP dzielnicy Powązki i Zarządu Głównego (ZG) Związku Robotników Przemysłu Skórzanego i Pokrewnych Zawodów w Polsce. 5 grudnia 1938 wystąpił na wiecu w kinie „Fama” i został wówczas aresztowany i na pół roku uwięziony. We wrześniu 1939 wrócił do rodzinnej wsi zajmowanej wtedy przez Armię Czerwoną i był tam przewodniczącym miejscowej spółdzielni. W końcu czerwca 1941 wrócił do Warszawy i pracował jako szewc, w styczniu 1942 wstąpił do PPR. Współorganizator komórki PPR w spółdzielni szewskiej. W 1943 na polecenie Aleksandra Kowalskiego zorganizował konspiracyjny Związek Zawodowy Pracowników i Robotników Przemysłu Skórzanego im. Jana Kilińskiego. Latem 1943 był inspiratorem wydawania konspiracyjnej gazetki tego Związku „Robotnik Skórzany”, w listopadzie 1943 wziął udział w naradzie związków branżowych. Od 1944 członek Koła Robotniczego KRN. Od września 1944 członek Komitetu Warszawskiego PPR na Pradze i komendant ekip robotniczych pomagających w przeprowadzaniu reformy rolnej w powiatach radzymińskim i węgrowskim. Po wojnie został sekretarzem Wojewódzkiej Rady Związków Zawodowych (WRZZ). Marzec 1946 - luty 1948 kierownik Wydziału Zawodowego Komitetu Warszawskiego PPR, 14 kwietnia 1946 na warszawskiej konferencji PPR wybrany do egzekutywy Komitetu Warszawskiego PPR (ponownie 20 maja 1947). 1948 – 1950 był przewodniczącym ZG Związku Zawodowego Drogowców, potem do 1957 połączonego Związku Zawodowego Transportowców i Drogowców. Od 1961 na rencie, później był członkiem Komisji Historii Ruchu Zawodowego Centralnej Rady Związków Zawodowych (CRZZ) i komisji historycznej przy ZG Związku Zawodowego Pracowników Przemysłu Włókienniczego, Odzieżowego i Skórzanego i ZG Związku Zawodowego Transportowców i Drogowców. Przewodniczący Komisji Historycznej przy Wojewódzkiej Komisji Związków Zawodowych. Był odznaczony m.in. Orderem Sztandaru Pracy I i II klasy. Pochowany na wojskowych Powązkach (kwatera D37-1-1).